# Егоров, Андрей Анатольевич (поэт)
Андре́й Анато́льевич Его́ров (27 июня 1983, Петропавловск-Камчатский — 19 марта 2021, Москва) — российский поэт, художник, переводчик.

## Биография
Родился в Петропавловске-Камчатском. Учился на физико-математическом факультете Камчатского государственного университета им. Витуса Беринга, оставил обучение на 5 курсе.
Финалист Илья-Премии в 2006 году. Финалист Волошинского конкурса (2008), стипендиат Федерального агентства по культуре и кинематографии (2008), стипендиат Министерства культуры РФ (2009). Лауреат премии «Дебют» в поэтической номинации в 2008 году. Принимал участие в V—VIII Форумах молодых писателей России в Липках (2005—2008 гг.). В октябре 2008 года переехал из Петропавловска-Камчатского в Ярославль, с 2009 года жил в Москве. В 2014 году составил и сверстал книгу «Сад земных наслаждений» (напечатана не была). В 2019—2021 гг. занимался живописью.
Погиб 19 марта 2021 г. в Москве. 15 мая 2021 года состоялся вечер памяти и выставка картин.

### Поэтические публикации
- + // Арион № 1/2009
- Из цикла «Очевидные вещи» // Новый мир № 7/2010
- Орфей бледнее обычного // газета НГ-ExLibris от 31.01.2019
- Можно просто Юра // журнал Формаслов от 01.02.2021
- Смерти больше не будет // журнал Literratura от 15.04.2021

### Стихи на английском языке
- Iram of the Myriad of Pillars by Andrey Egorov | Poetry Magazine
- Manuscript Found in a Nutshell by Andrey Egorov | Poetry Magazine
- Warm Colors by Andrey Egorov | Poetry Magazine

### Видеозаписи выступлений на YouTube
Загружено 20 декабря 2008 г.:
«Шла Саша по шоссе…»
«Часов в пять утра…»
«На четвертый день или на третий…»
2 января 2009 г., Вологда, Вечер лауреатов, загружено 27 января 2009:
Смертию смерть («Орфей бледнее обычного»)
Неевклидово
Агиогеография
«Часов в пять утра, когда они соберутся у трона…»
«Юродивая отроковица Серафима подвизается уборщицей при хлебопекарне…»
«Босоногая девочка ласточка стебелек…»
27 апреля 2013 г., Москва, Музей Серебряного века, презентация антологии «Лучшие стихи 2011 года»:
«Самое светлое время суток…», «Сад земных наслаждений»
Андрей Егоров и Марианна Гейде. Вечер из цикла «Соприсутствие». 9 апреля 2019 г., Москва, кафе Ex:Libris

### Другие публикации
- «Опыт — это костыль для тех, у кого нет воображения»: еще три поэта о своих стихах (Афиша Daily)

### Отклики
- Суперприсутствие четких образов. О вечере Марианны Гейде и Андрея Егорова (газета НГ-ExLibris от 18.04.2019)

### Некрологи
- Игры из безобидных становятся безысходными. Памяти поэта и художника Андрея Егорова (автор Екатерина Богданова, газета НГ-ExLibris от 24.03.2021)
- Прощай, Андрей (журнал Literratura от 29.03.2021)
- Памяти Андрея Егорова (проект «Культурная инициатива» от 04.04.2021)
- Поэт Андрей Егоров покончил с собой (газета «Комсомольская правда» от 20.03.2021)

### Память
- Попал в царство мертвых и не вернулся. Вечер памяти Андрея Егорова в арт-кафе «Нигде Кроме» (автор Екатерина Богданова, газета НГ-ExLibris от 26.05.2021)
- О вечере памяти 15 мая в Facebook